# Macropodus phongnhaensis
Macropodus phongnhaensis är en fiskart som beskrevs av Ngô, Nguyen och Nguyen 2005. Macropodus phongnhaensis ingår i släktet Macropodus och familjen Osphronemidae. Inga underarter finns listade i Catalogue of Life.